# Chay Hews
Chay Hews (Toowoomba, 30 september 1976) is een Australisch voetballer.

## Carrière
Chay Hews speelde tussen 1994 en 2008 voor Brisbane Strikers, Bellmare Hiratsuka, Sylvia, Carlisle United en Västra Frölunda. Hij tekende in 2008 bij Brisbane Strikers.